# Tony Dunne
Anthony Peter „Tony“ Dunne (* 24. Juli 1941 in Dublin; † 8. Juni 2020) war ein irischer Fußballspieler und -trainer. Der zumeist auf der linken Seite eingesetzte Außenverteidiger war in den 1960er-Jahren Stammspieler in der Mannschaft von Manchester United, die 1963 den FA Cup, zweimal die englische Meisterschaft (1965 und 1967) sowie 1968 den Europapokal der Landesmeister gewann.

## Sportlicher Werdegang

### Vereinskarriere
Der in der irischen Hauptstadt geborene Dunne gewann bereits als 18-Jähriger mit dem FC Shelbourne den FAI Cup. Dabei fiel er auch Matt Busby auf, der sich als Trainer von Manchester United mitten in der Neuaufbauphase in Folge des Münchner Flugzeugunglücks 1958 befand. Die Ablösesumme für Dunne, der als Außenverteidiger gleichsam durch schnörkelloses Spiel und Schnelligkeit überzeugte, betrug 5.000 Pfund.
Dunne, der letztlich erfolgreich die Nachfolge von Roger Byrne antrat, debütierte für „United“ am 15. Oktober 1960 gegen den damals amtierenden Meister FC Burnley in der First Division. Die Partie endete mit einer 3:5-Niederlage und der Einsatz war einer von nur vieren in der Saison 1960/61. Eine Verletzung seines Landsmanns Noel Cantwell sorgte im November 1961 dafür, dass sich Dunne regelmäßiger beweisen durfte und am Ende waren es in der Saison 1961/62 bereits 35 Pflichtspiele, die er absolvierte. Ein Jahr später gewann er mit dem FA Cup seinen ersten bedeutenden Titel. Bei dem Finalerfolg gegen Leicester City war er einer von drei Iren – gemeinsam mit dem Kapitän Noel Cantwell und Johnny Giles. Zugute kam ihm dabei auch, dass er nicht auf der linken Außenbahn spielen konnte, sondern bei Bedarf auch rechts aufhalf. Damit war er im Rennen um die englische Meisterschaft in der Regel erste Wahl und auf dem Weg zum Titel 1965 verpasste er keine einzige Partie. Knapp ein Jahr später schoss er am 4. Mai 1966 beim 3:3 auswärts gegen West Bromwich Albion sein erstes Ligator für Manchester United. Es sollte in seiner Karriere nur noch ein weiteres folgen und das war 19 Monate später gegen Newcastle United – ebenfalls bei einem Auswärtsremis. Im Heimstadion Old Trafford war ihm kein Tor vergönnt und seine geringe Torausbeute war darauf zurückzuführen, dass er seine Rolle sehr defensiv interpretierte und selten zu Offensivläufen ansetzte. Nach dem zweiten englischen Meistertitel 1967 feierte er im Jahr darauf den größten Erfolg in seiner Karriere.
Insgesamt absolvierte Dunne 49 Pflichtspiele, darunter auch alle Partien im europäischen Landesmeisterwettbewerb. Am 29. Mai 1968 war er neben seinem irischen Landsmann Shay Brennan sowie dem Nordiren George Best Teil der siegreichen Mannschaft, die Benfica Lissabon im Wembley-Stadion besiegte. Dunne galt als einer der Schlüssel im Defensivspiel des Klubs, da er mit seiner Schnelligkeit nur selten von gegnerischen Flügelspielern überlaufen werden konnte und dazu über hohe Antizipationsfähigkeiten verfügte.
Dieser sportliche Höhepunkt markierte einen Wendepunkt in Dunnes Laufbahn. Zunächst trat sein Trainer und Förderer Matt Busby 1969 als Trainer von Manchester United zurück. Fortan hatte er es innerhalb kurzer Zeit mit mehreren Nachfolgern zu tun, die da Wilf McGuinness, erneut Matt Busby, Frank O’Farrell und Tommy Docherty hießen. Während sich seine Leistungen weiterhin durch Konstanz auszeichneten, zeigte die Formkurve des Vereins insgesamt deutlich nach unten. Nach der Verpflichtung des Schotten Docherty bestritt Dunne nur noch vier Partien für United, die letzte davon am 17. Februar 1973 gegen Ipswich Town an der Portman Road. Ablösefrei ließ ihn die sportliche Leitung dann zu Beginn der Saison 1973/74 zu den Bolton Wanderers weiterziehen. Nicht wenige im eigenen Anhang bedauerten diese Entscheidung und mutmaßten, dass mit Dunne der Abstieg 1974 hätte vermieden werden können.
In Bolton, das gerade erst aus der dritten Liga aufgestiegen war, stand Dunne noch 166 Mal in einem Ligaspiel in der Startelf. Dabei zeigte er unter Trainer Ian Greaves, der ebenfalls bei Manchester United Außenverteidiger gewesen war, weiter Leistungen auf gutem Niveau und er war Stammspieler in einer Mannschaft, der 1978 der Aufstieg in die höchste englische Spielklasse und im Jahr darauf dort der sichere Klassenerhalt gelang. Dunne beendete anschließend seine Profilaufbahn in England. Im Sommer 1979 war er noch kurz in der nordamerikanischen NASL für Detroit Express unterwegs.
Zu Beginn der 1980er-Jahre war Dunne in Norwegen kurze Zeit Trainer des unterklassigen Steinkjer FK, bevor er 1984 zurück in England in Altrincham eine Driving Range eröffnete. Er starb im Juni 2020 im Alter von 78 Jahren.

### Irische Nationalmannschaft
Seinen ersten Auftritt für die irische A-Nationalmannschaft hatte Dunne am 8. April 1962 anlässlich eines Freundschaftsspiels gegen Österreich, das im heimischen Dalymount Park mit 2:3 verloren ging – an seiner Seite agierte mit Noel Cantwell ein Mitspieler von Manchester United als Mittelstürmer. In der Folgezeit waren seine Kameraden aus Manchester (Noel Cantwell und Shay Brennan) Konkurrenten um die Positionen in der irischen Auswahl. So erscheint seine Anzahl von insgesamt 33 Länderspielen vor dem Hintergrund seiner mehr als 700 Pflichtspiele im Verein als sehr gering. Dies lag angeblich auch daran, dass sein Trainer Matt Busby empfindlich auf eine Verletzung seines Schützling nach einer Länderspielreise reagiert hatte und dem folgendes Zitat zugeschrieben wurde: „Die lassen das laufen wie einen Micky-Maus-Klub. Sie können die anderen haben, aber dich können sie nicht haben.“ Ihm gelang kein einziges Tor für Irland, was wiederum zu seiner Spielweise im Verein passte. Letztmals absolvierte er am 29. Oktober 1975 gegen die Türkei ein Länderspiel. Die Partie anlässlich der Qualifikation für die Europameisterschaft 1976 endete mit einem 4:0-Sieg und alle vier Tore erzielte Don Givens.

## Titel/Auszeichnungen
- Europapokal der Landesmeister (1): 1968
- Englische Meisterschaft (2): 1965, 1967
- Englischer Pokal (1): 1963
- Charity Shield (2): 1965 (geteilt), 1967 (geteilt)
- Irischer Pokal (1): 1960